# Корисні копалини В'єтнаму
Корисні копалини В'єтнаму

## Загальна інформація
В'єтнам — одна з найбагатших за запасами і різноманітністю к.к. країн Індокитайського п-ова. Геологічні дослідження у В'єтнамі в останні роки дозволили ідентифікувати понад 5 тис. мінералів. Відкриті родов. понад 60 видів цінних к.к: нафти і газу, кам. вугілля, руд заліза, марганцю, хрому, олова, міді, свинцю, цинку, золота, рідкісноземельних елементів, бокситів, графіту, каоліну, апатитів, дорогоцінних каменів, різноманітних буд. матеріалів та ін. (табл.)
Таблиця. — Основні корисні копалини В'єтнаму станом на 1998-99 рр.
| Корисні копалини               | Запаси       | Запаси   | Вміст корисного компоненту в рудах, % | Частка у світі, % |
| Корисні копалини               | Підтверджені | Загальні | Вміст корисного компоненту в рудах, % | Частка у світі, % |
| Барит, тис. т                  | 601          | 601      | 83 (BaSO4)                            | 0,2               |
| Вольфрам, тис. т               | 5            | 11       | 0,1 (WO3)                             | 0,2               |
| Залізні руди, млн т            | 530          | 700      | 59 (Fe)                               | 0,3               |
| Золото, т                      | 6            | 50       | 0,6 — 4 г/т                           |                   |
| Марганцеві руди, млн т         | 1            | 8        | 17 (Mn)                               |                   |
| Мідь, тис. т                   | 265          | 960      | 1,15 (Cu)                             |                   |
| Нафта, млн т                   | 112          |          |                                       | 0,1               |
| Олово, тис. т                  | 85           | 85       | 0,0 — 0,6                             |                   |
| Природний горючий газ, млрд м3 | 170          |          |                                       | 0,1               |
| Свинець, тис. т                | 70           | 120      | 1,8 (Pb)                              | 0,1               |
| Стибій, тис. т                 | 30           | 30       | 5 (Sb)                                | 0,7               |
| Вугілля, млн т                 | 3705         | 4898     |                                       | 0,41              |
| Апатити, млн т                 | 81           | 126      | 20 (Р2О5)                             | 1,6               |
| Цинк, тис. т                   | 206          | 276      | 15 (Zn)                               | 0,1               |
| Уран, тис. т                   |              | 0,49     |                                       |                   |
| Боксити, млн т                 | 300          | 3000     | 40 (Al2O3)                            | 1,1               |

## Окремі види корисних копалин
Поклади нафти і газу виявлені в межах шельфу Півд. В'єтнаму. Газоконденсатні родов. — в неогенових відкладеннях Ханойської депресії на півночі країни. На початку XXI ст. зроблено ряд нових відкриттів вуглеводнів, зокрема на шельфі компаніями Cuu Long Joint Operating Company (CLJOC), PetroVietnam (див. гірнича промисловість).
Вугілля — головний паливно-сировинний ресурс країни. Його перспективні ресурси оцінені в 20 000 млн т. Родов. вугілля знаходяться на півн.сх. країни. Марки вугілля — від бурого до антрациту. Головний вугільний басейн — Куангнінський (Хонгайський) пізньотріасової доби. Вугільна товща загальною потужністю 1500—1700 м містить бл. 30 вугільних пластів сер. потужністю 2,7-10,7 м. Геол. запаси досягають 5-6 млрд т. Осн. вугільні родов.: Кокшау, Деонай, Хату, Каошон, Маохе, Вангзянг.
Руди чорних металів. Загальні запаси руд оцінюються в 1 млрд т. Найбільше промислове значення мають скарнові родов.; найбільше — Тхатькхе, запаси якого 500—600 млн т руди при вмісті Fe понад 60 %. Хромові руди виявлені в розсипах четвертинних відкладів і в корінному заляганні; їх розвідані запаси — десятки млн т. Усі зосереджені в районі Тханьхоа. В'єтнам має також реальні родовища ільменіту (Catkhanh). Дослідження площі Catkhanh компанією Malaysian Mining Corp. і державною в'єтнамською компанією Binh Dinh Mineral Co., виконані в останні роки, дали багатообіцяючі результати.
Руди кольорових металів. Алюмінієві руди представлені бокситами двох генетичних типів. У В. відомі осадові боксити (родов. Тапна, Донгданг, Мамео), які залягають на карбонатних породах пізньопермської доби. Осн. рудоутворюючі мінерали — діаспор і бьоміт з вмістом Al2O3 40-56 %, SiO2 1-12 %. Загальні запаси досягають 3 млрд т руди (4-е місце у світі, 1999).
Мідні руди представлені лікваційними сульфідними мідно-нікелевими родов., пов'язаними з ультраосновними породами, і гідротермально-метасоматичними мідно-сульфідними родов. з магнетитом, рідкісноземельними елементами і золотом. Розвідані загальні запаси міді — бл. 1 млн т. На родов. Сінькуєн (півн.-схід країни) розвідані запаси міді становлять 550 тис. т при середньому вмісті Cu 1,07 %.
Олово. Родов. руд олова розташовані в межах трьох оловорудних районів в Бакбо і Чунгбо. Прогнозні запаси олов'яних руд досягають дек. сотень тис. т. Основні їх запаси пов'язані з розсипними родовищами.
Руди рідкісноземельних елементів (в осн. церієвої групи) мають прогнозні запаси декілька млн т з вмістом оксидів 2-10 %.
Золото. В'єтнам має вісім золотоносних площ на півночі в околиці Ханоя і два на півдні.
Mining Annual Review 2002 повідомляє про значне відкриття алювіального і елювіального золота, яке зробили у В'єтнамі компанії Tiberon Minerals Ltd of Canada і Nui Phao.
Родовище золото-срібних руд Фуок-Сон розвідане компанією Olympus Pacific Minerals. Мінералізація окремих зон родов. складає (в дужках середній вміст Au і Ag в г/т): 108,0-110,4 м (28,22 і 74,91); 103,0-107,4 м (14,18 і 0,46). Мінералізація приурочена до крила антикліналі, що занурюється.
Інші метали.Відомі родов. і вияви свинцю, цинку, сурми, ртуті, молібдену, вольфраму, радіоактивних елементів та ін.
Гірничохімічна сировина. Найбільше значення мають родовища апатиту. Поклади апатиту сконцентровані в зоні розвитку пізньодокембрійських — ранньокембрійських відкладів вздовж правого берега р. Хонгха (родов. Лаокай). Потужність апатитових пластів — до десятків м. Вміст Р2O5 8-41 %. Ресурси апатиту досягають дек. млрд т.
Нерудна індустріальна сировина і нерудні буд. матеріали. На тер. В. розвідані родов. каоліну, пірофіліту, графіту, мусковіту, кварцових пісків, облицювального каменю. Родов. каоліну представлені двома осн. генетичними типами: вивітрювання і гідротермального метасоматозу. Запаси каоліну (родов. вивітрювання) оцінюються в 27 млн т. Запаси родов. пірофіліту Танмай оцінені в 5 млн т.
Графіт. Родов. графіту є в районах Намтхі, Мауа, Нионг-Кхионг. Вони пов'язані з кристалічними сланцями і перероблені гідротермально-метасоматичними процесами. Розвідані запаси трьох родов. 5 млн т, прогнозні запаси становлять 10-15 млн т при вмісті в рудах вуглецю 8-35 %.
Дорогоцінні камені у В. зустрічаються в базальтах (сапфір, циркон, шпінель, олівін, ґранат, опал), метаморфічних породах (ґранат, корунд, сфен), пегматитах і гідротермальних жилах (берил, кришталь, моріон, альмандин, аметист, димчастий кварц та ін.). Найчастіші багаті скупчення тектитів (прогнозні запаси оцінюються сотнями кг). Рубіни є у центральному В'єтнамі.